# Botanicon Etruscum Sistens Plantas in Etruria Sponte Crescentes
Botanicon Etruscum Sistens Plantas in Etruria Sponte Crescentes (abreviado Bot. Etrusc.) es un libro con ilustraciones y descripciones botánicas que fue escrito por el naturalista italiano Gaetano Savi y publicado en Pisa en 4 volúmenes en los años 1808 a 1825.

## Publicación
- Volumen n.º 1, Jan-Jun 1808;
- Volumen n.º 2, 1815;
- Volumen n.º 3, 1818;
- Volumen n.º 4, Jun 1825